# 卡特里洛

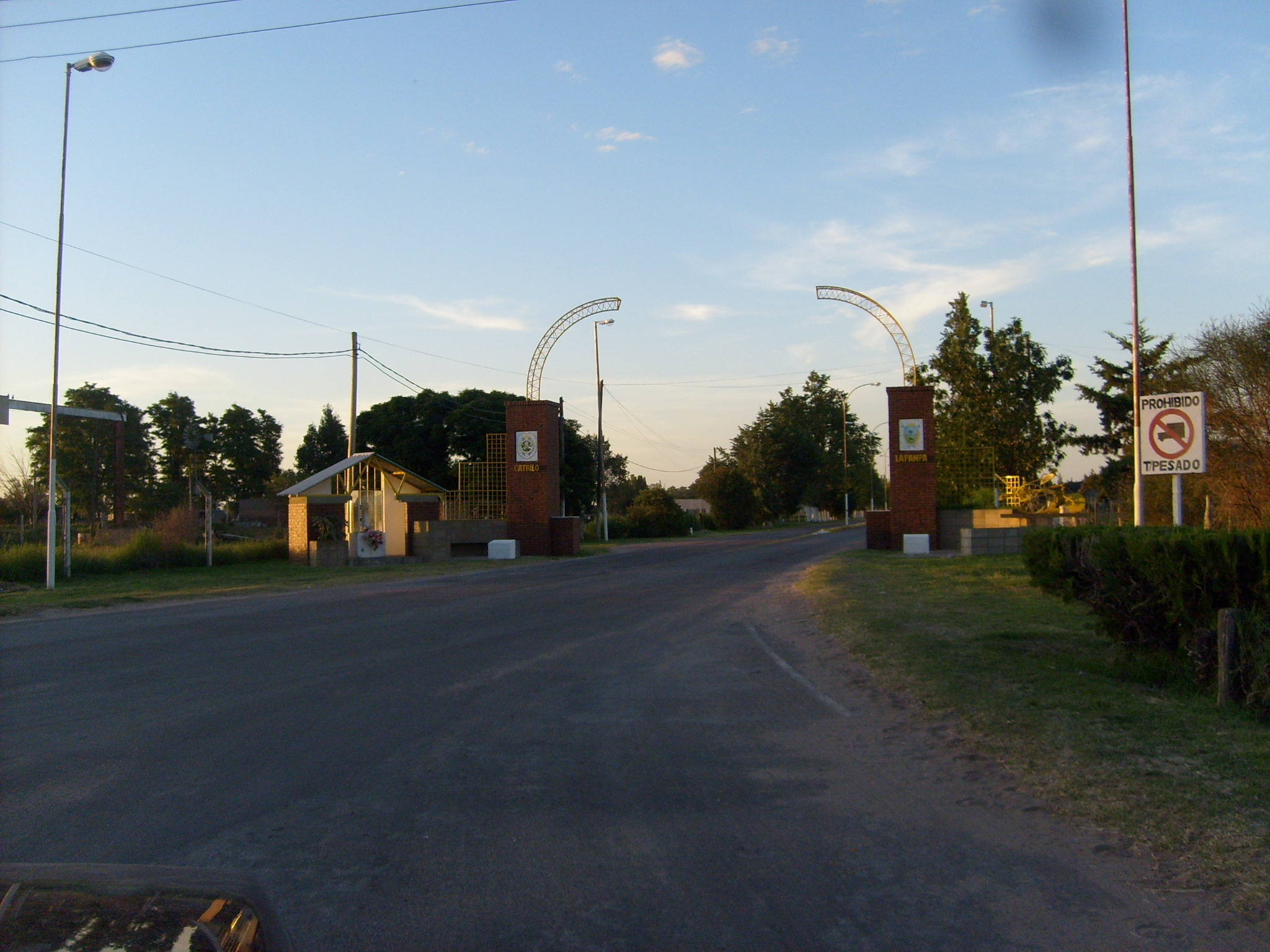
卡特里洛

卡特里洛（西班牙語：Catriló），是阿根廷的城鎮，位於該國中部拉潘帕省，是卡特里洛縣的首府，距離布宜諾斯艾利斯558公里和聖羅莎82公里，始建於1887年9月9日，海拔高度113米，2010年人口3,955。